# Forum Romanum

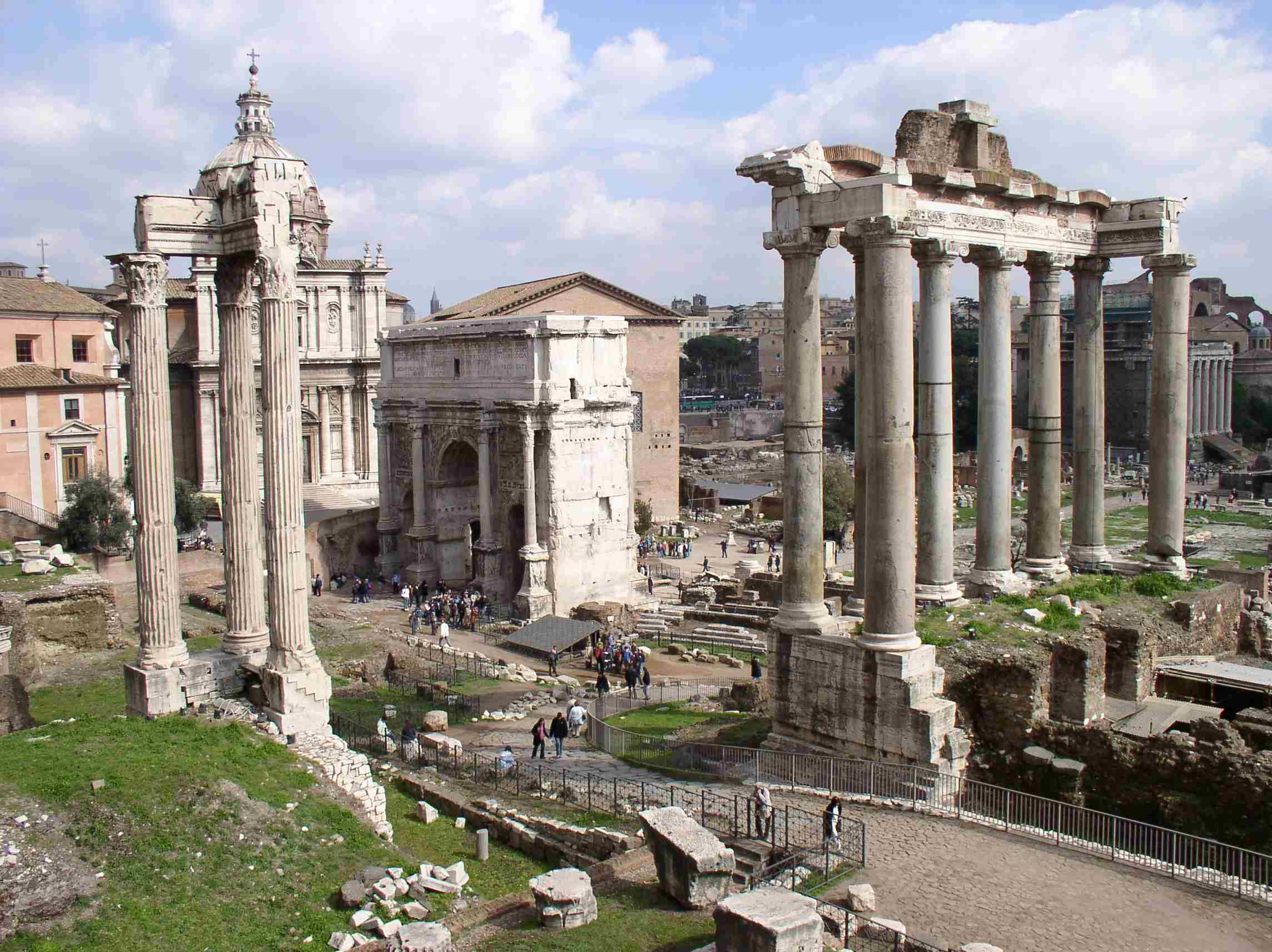
Pohled na Forum Romanum

Forum Romanum bylo v dobách antického Říma centrum veřejného dění ve městě i v říši. Je to zhruba obdélné náměstí o rozměrech asi 130x60 m mezi pahorky Kapitol a Palatin, kterým prochází hlavní římská cesta Via Sacra, spojující pahorek Kapitol s Koloseem. Konaly se zde slavnosti, triumfální průvody, soudy, volby, politická shromáždění i trhy. Kolem původního tržiště v období od 7. století př. n. l. do konce západořímské říše (476) postupně vzniklo množství veřejných budov (bazilik), chrámů, vítězných oblouků a veřejných řečnišť (rostra). V současné době je to velká oblast zbytků staveb a archeologických vykopávek, nepřehledně nakupených v mnoha vrstvách.

## Historie

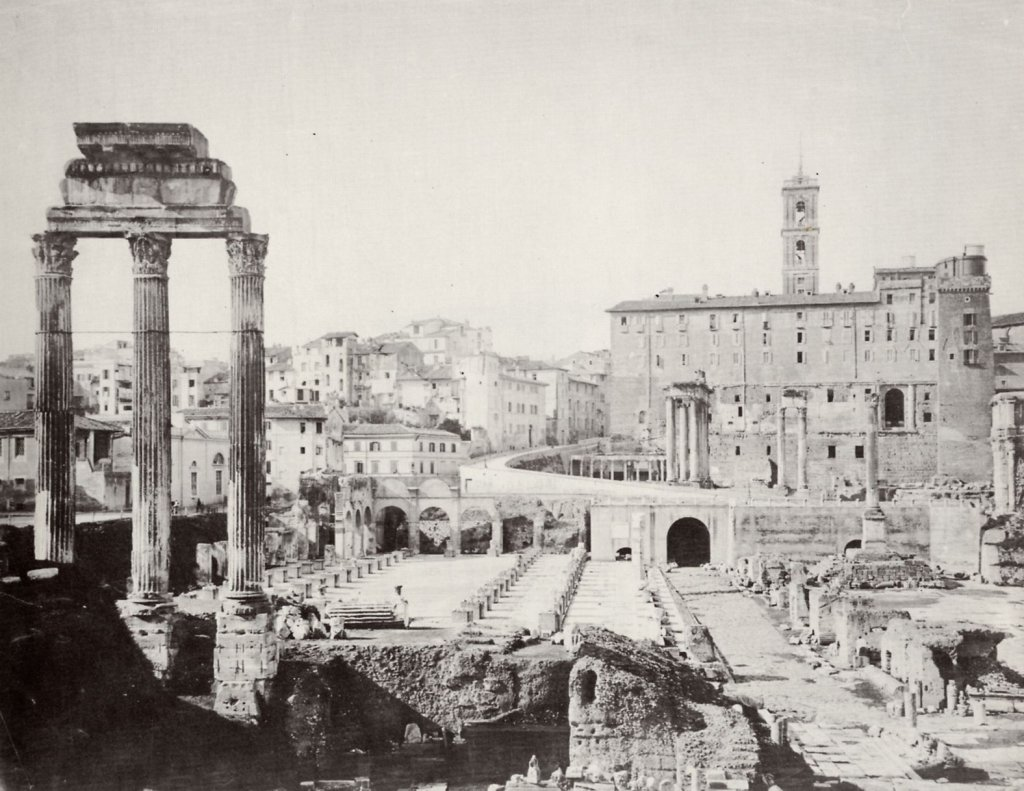
Forum Romanum v roce 1880

Uprostřed dnešního fora byla kdysi bažina, která byla v 6. století př. n. l. za vlády římského krále Tarquinia Prisca vysušena krytým odvodňovacím kanálem Cloaca maxima. Nejstarší stavby však pocházejí už z 8. nebo 7. stol. př. n. l.: například královská residence Regia a chrám bohyně Vesty na jihovýchodním nebo Umbilicus urbis (pupek), Lapis niger (černý kámen), svatyně Vulcanova a Comitia, původní sídlo Senátu, na severozápadním konci náměstí.
Budovy byly mnohokrát přestavovány, roku 179 př. n. l. byla postavena Bazilika Aemilia, počátkem 1. stol. př. n. l. chrám Concordie a Tabularium a největší rozkvět fora nastal za císařské doby. Caesar vybudoval velikou Baziliku Juliu na jižní straně fora a soudy i trhy se přenesly na nová a honosnější fora dále na sever (forum Juliovo, Augustovo, Trajánovo). Velkolepá Maxentiova bazilika byla dokončena za císaře Konstantina roku 312.
Sláva fora romana skončila společně se Západořímskou říší a od té doby chrámy, které nebyly přeměněny na křesťanské kostely, jen pustly. Zkázu dokonaly barbarské nájezdy a také sami Římané, kteří po staletí brali z honosných staveb vzácný mramor a používali jej na novostavby. Časem ruiny chrámů zarostly trávou a na planině se pásly kozy. Znovuobjevení se dočkalo forum na konci 18. století, kdy se zde konaly pokusné vykopávky. Do velkých systematických vykopávek se pustil italský archeolog Carlo Fea na přelomu 18. a 19. století a již v roce 1803 se mu podařilo objevit pozůstatky mohutného Oblouku Septimia Severa. V průběhu 19. století se na místo sjíždělo mnoho archeologů a postupně byly odkrývány zbytky chrámů a bazilik. Velké archeologické práce byly zakončeny na počátku 20. století a díky nim tu lze dnes vidět alespoň zlomek z antické krásy fora romana.

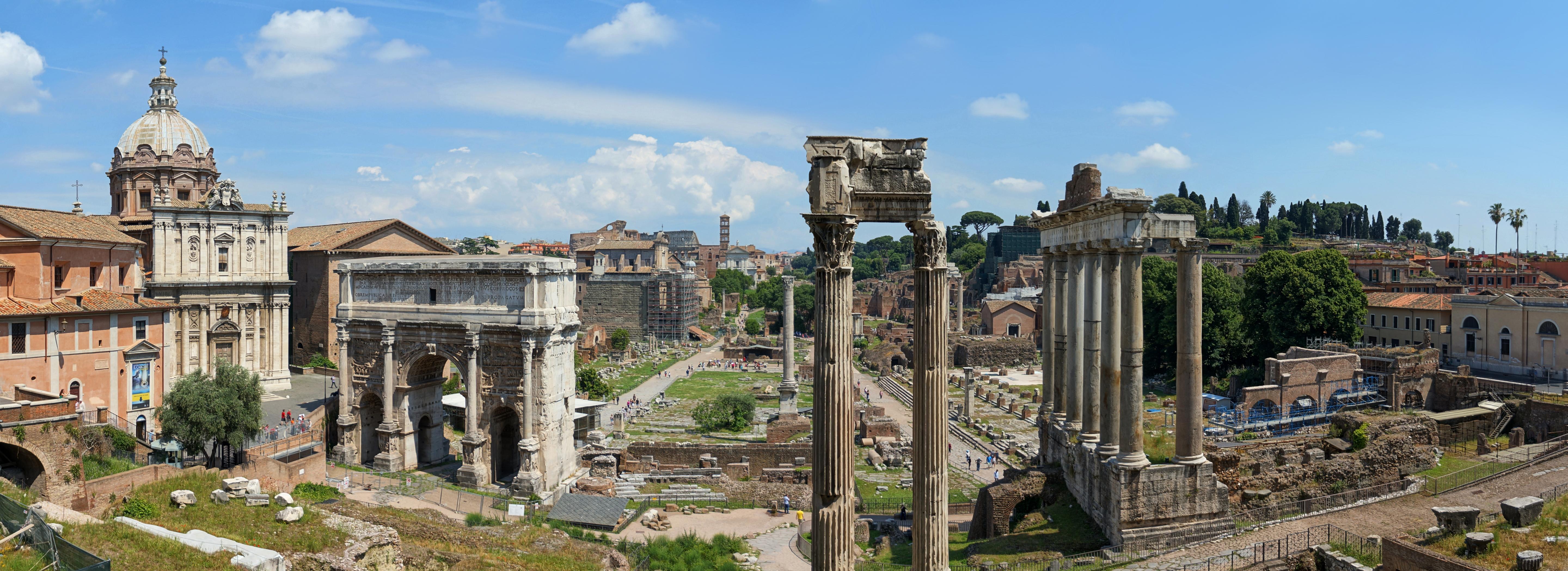
Panoramatický pohled na Forum Romanum

## Popis

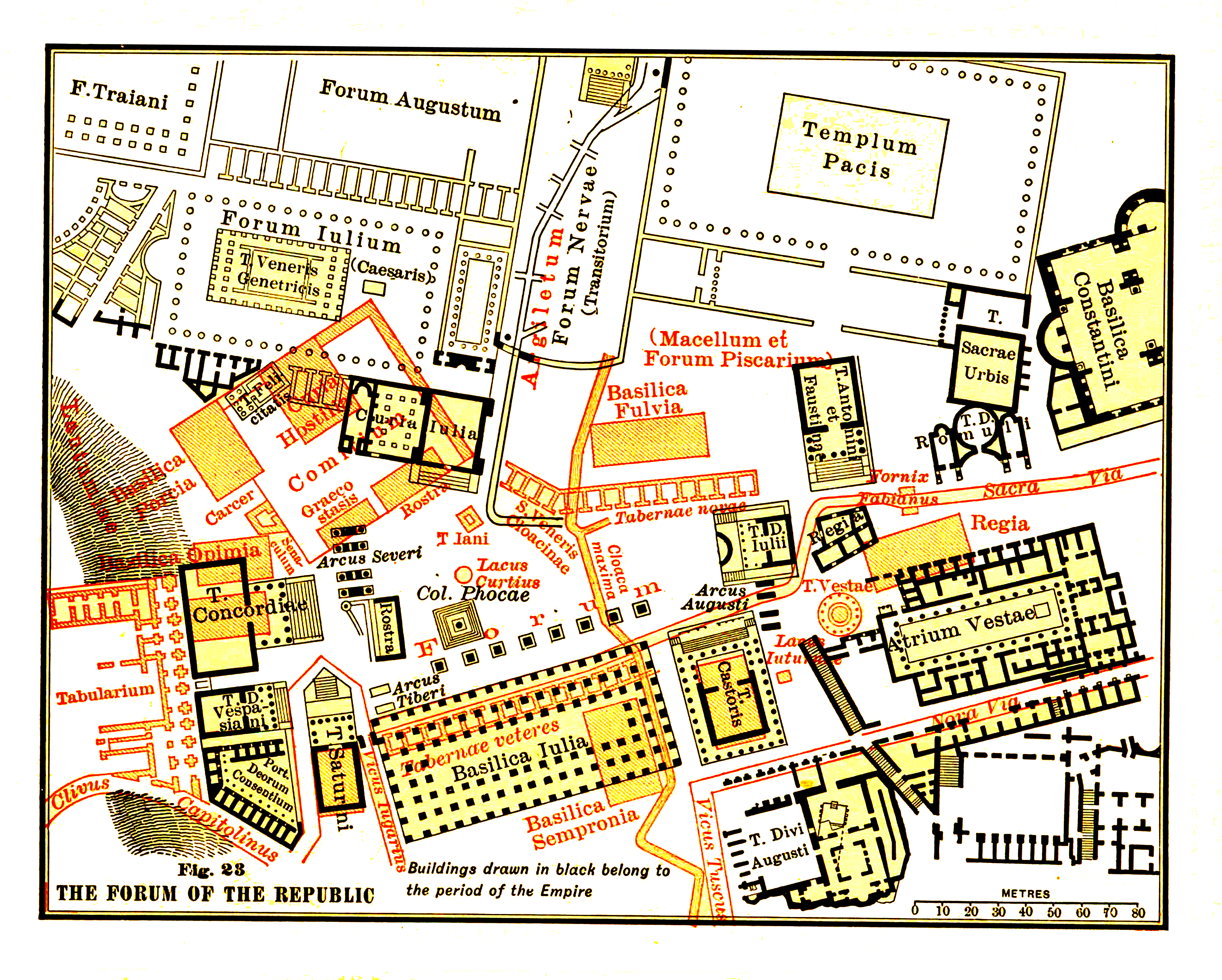
Archeologická mapa Fora Romana. Černě vyznačené stavby jsou z císařské doby, červeně vyznačené jsou starší. (Mapa není orientovaná, nahoře je severovýchod.)

Jižní resp. jihozápadní stranu Fóra lemuje sloupořadí Columnae Honorianae a na úpatí Palatinu rozlehlá Bazilika Julia, kde zasedal sněm a kde byly také obchody. Na ni navazoval Saturnův chrám s pokladnou, dále na severozápadě Vespasiánův chrám, na úpatí Kapitolu stojí Tabularium čili archiv a chrám Concordie, napravo od nich pak Mammertinská věznice (Tullianum), kde byli drženi povstalci a zajatí nepřátelští vůdci a kde se nacházaly také cely smrti. Mezi věznicí a chrámem Concordie ústily na Fórum nechvalně proslulé Gemonské schody s popravištěm, které vedly vzhůru na Kapitol. K severnímu rohu přiléhal oblouk Septimia Severa s Umbilikem a Augustovým řečništěm (Rostra), kde se rovněž vystavovaly hlavy popravených vězňů, o málo východněji jsou zbytky prastaré svatyně Černého kamene (Lapis niger) a kousek opodál Curia Julia či dříve Hostilia, stará budova Senátu.
Podél severovýchodní strany se táhla Bazilika Aemilia, na JV od ní chrám Antonina a Faustiny a ještě dál na jihovýchodě směrem ke Koloseu Maxentiova bazilika. Na JV konci Fora stálo řečniště Diokleciánovo, za ním Caesarův chrám a ještě dál k JV Regia, starý královský palác. Vedle něho k JZ okrouhlý Vestin chrám s celým komplexem Vestálek a blíže k Foru Augustův oblouk. K jihozápadu dál navazovalo „Přilehlé fórum“ až po Titův oblouk. Konečně k jižnímu rohu Fóra přiléhal chrám Castora a Polluka.
Úroveň Fora se za staletí zvýšila o několik metrů, což také přispělo k jeho vysušení, a archeologové zde našli několikerou dlažbu nad sebou. Travertinová dlažba, po níž dnes turisté chodí, pochází z doby Augustovy, takže mladší budovy stojí nad její úrovní.

## Galerie

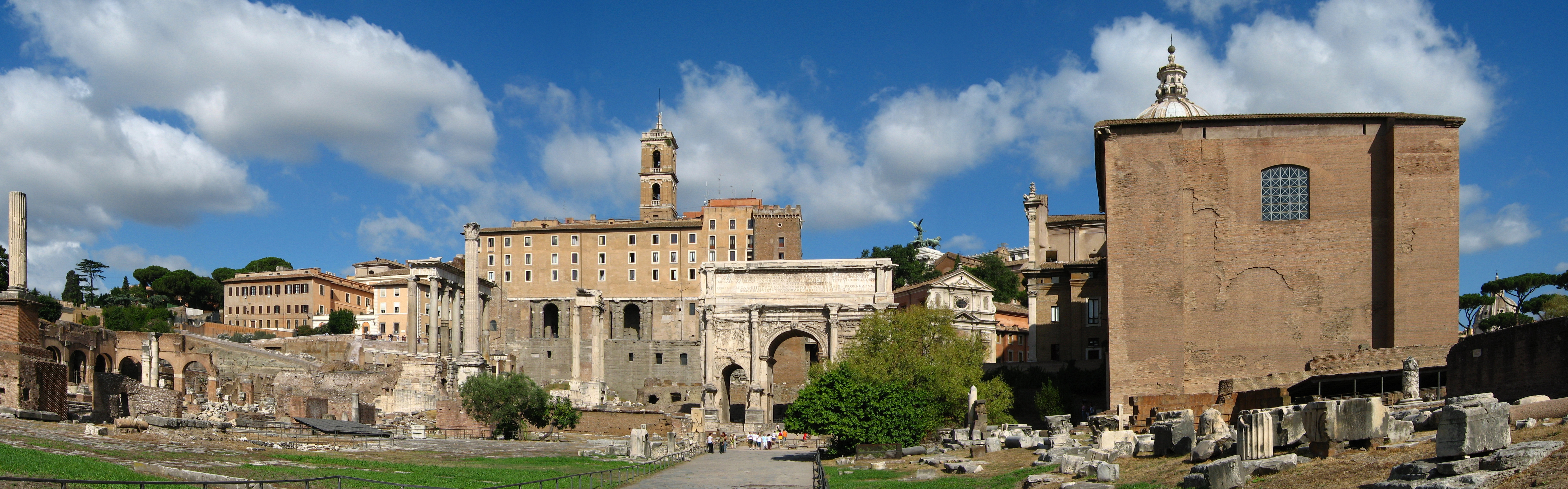
Forum směrem ke Kapitolu. Vpravo Curia Julia, uprostřed oblouk Septimia Severa
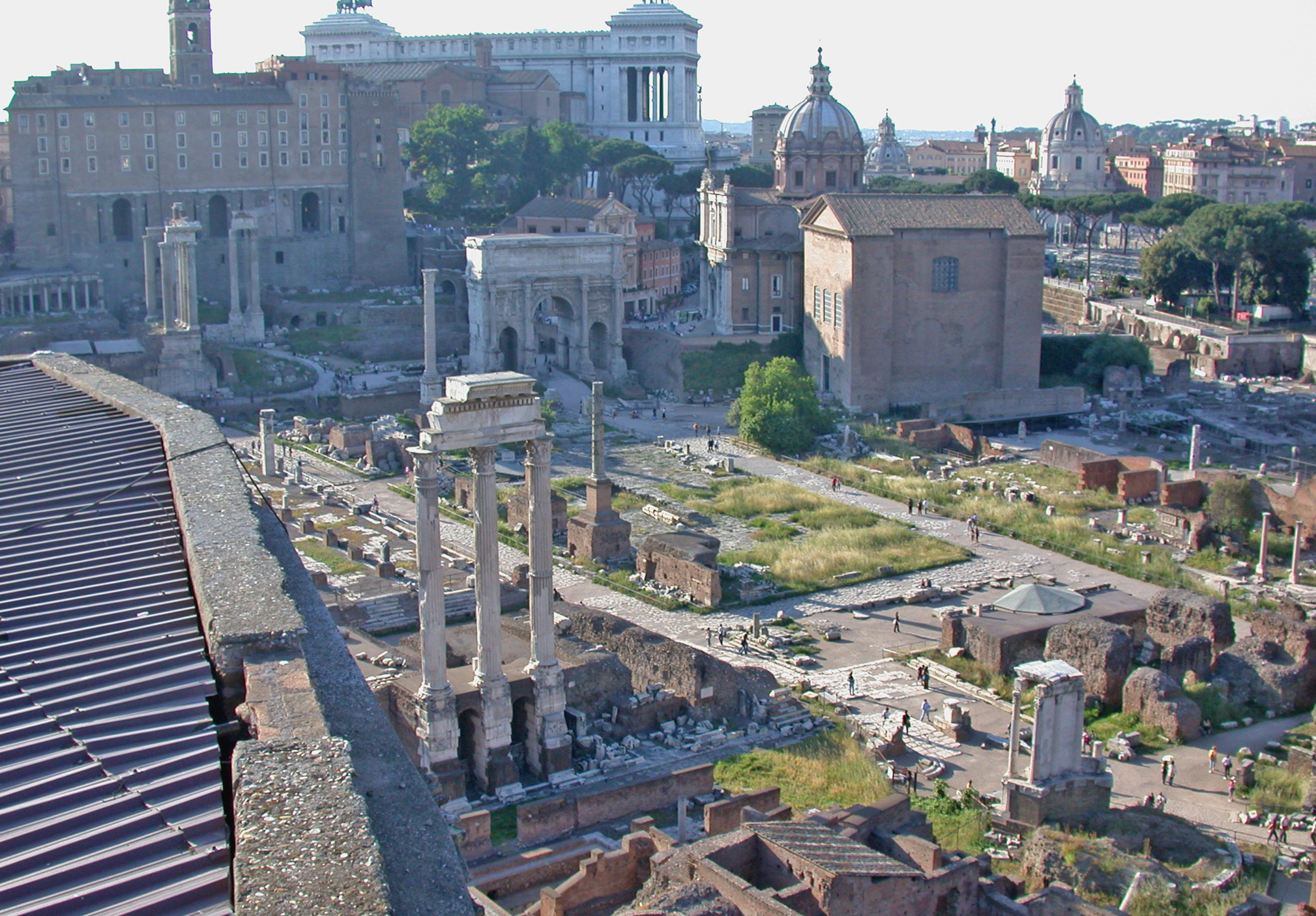
Forum, pohled z Palatinu k severu. Vpravo Curia Julia, v pozadí památník Viktora Emmanuela.
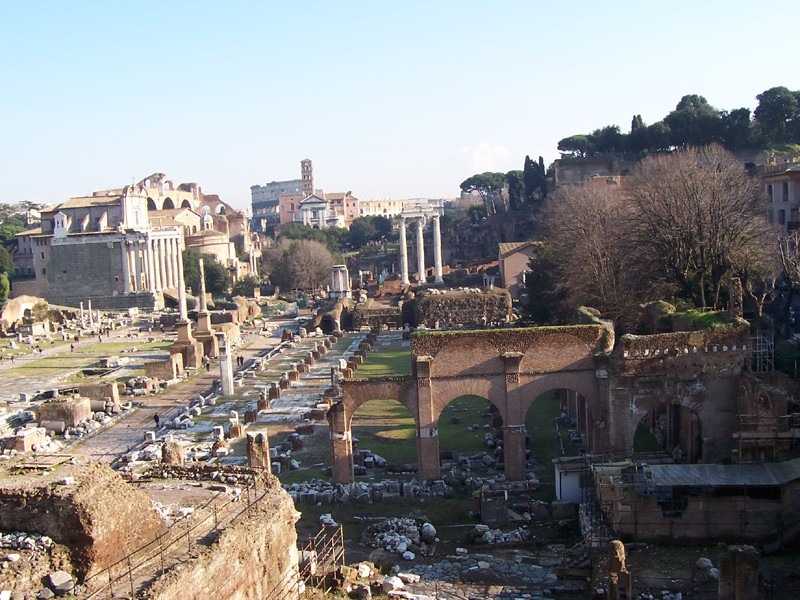
Pohled k jihu. Vpravo Palatin, vlevo v pozadí Maxentiova bazilika
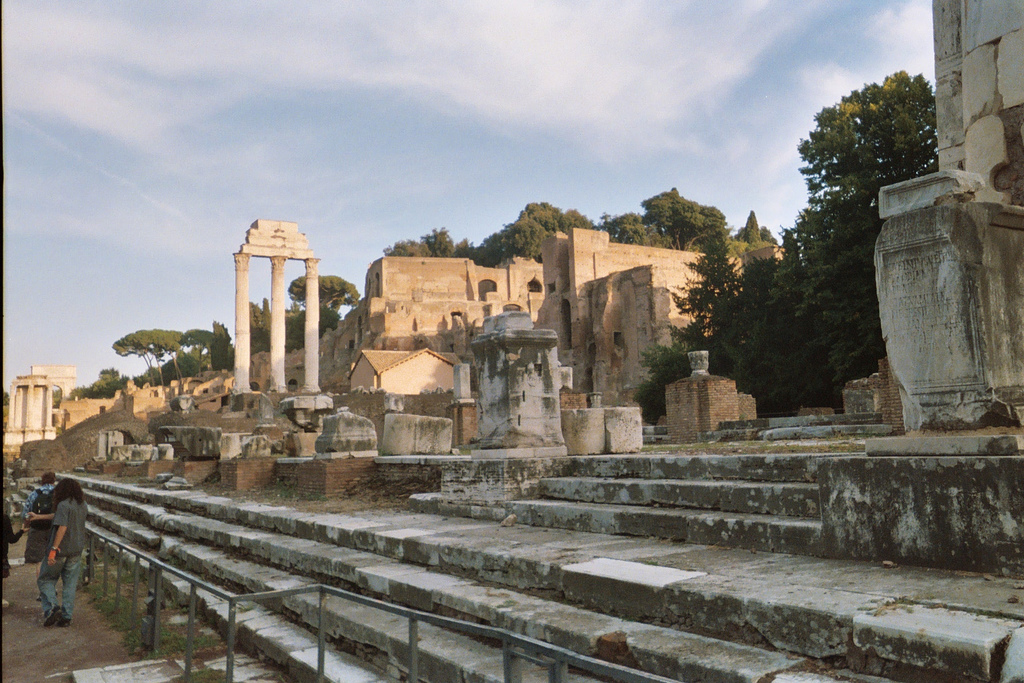
Bazilika Julia a Palatin

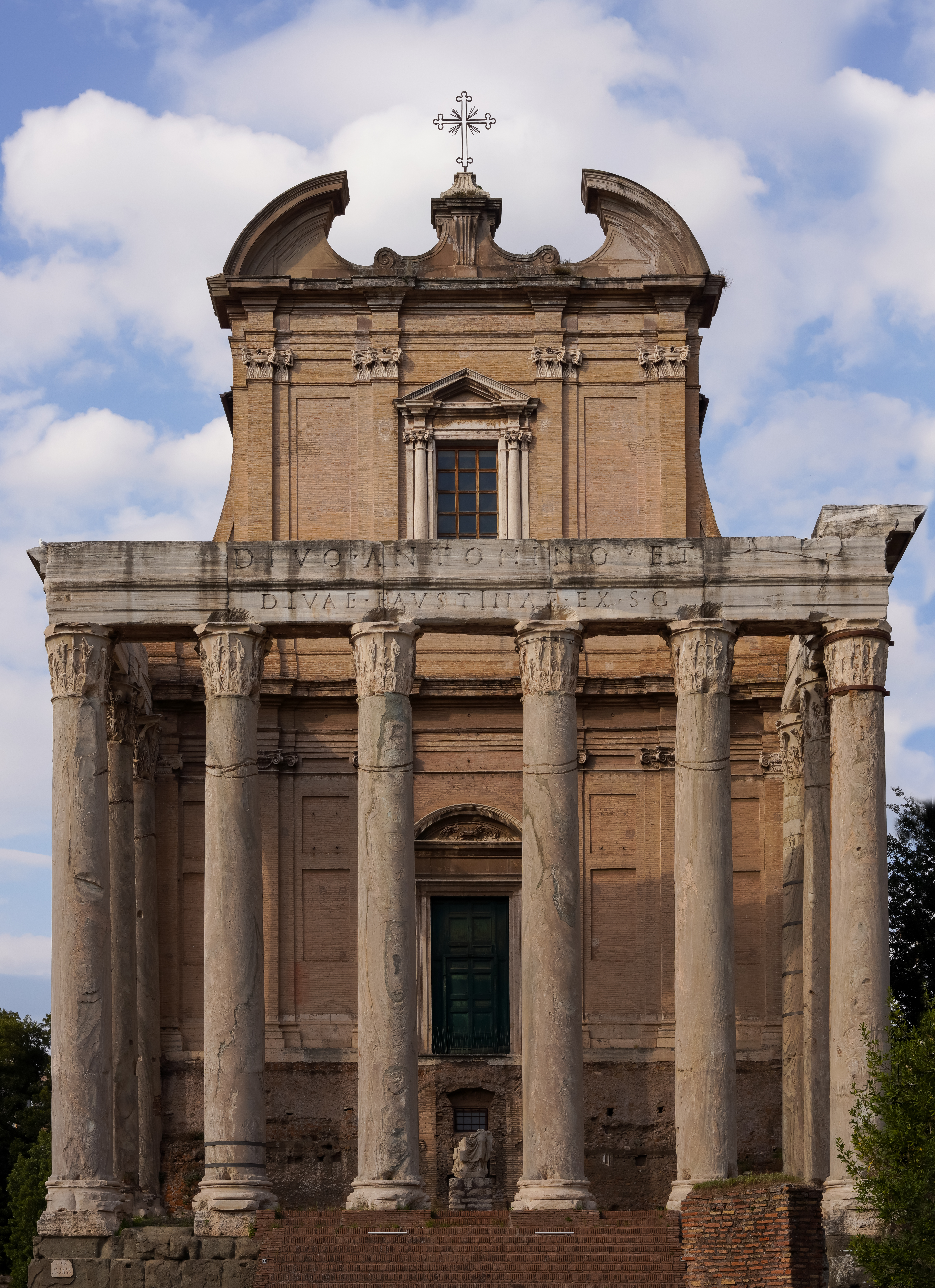
Chrám Antonina a Faustiny
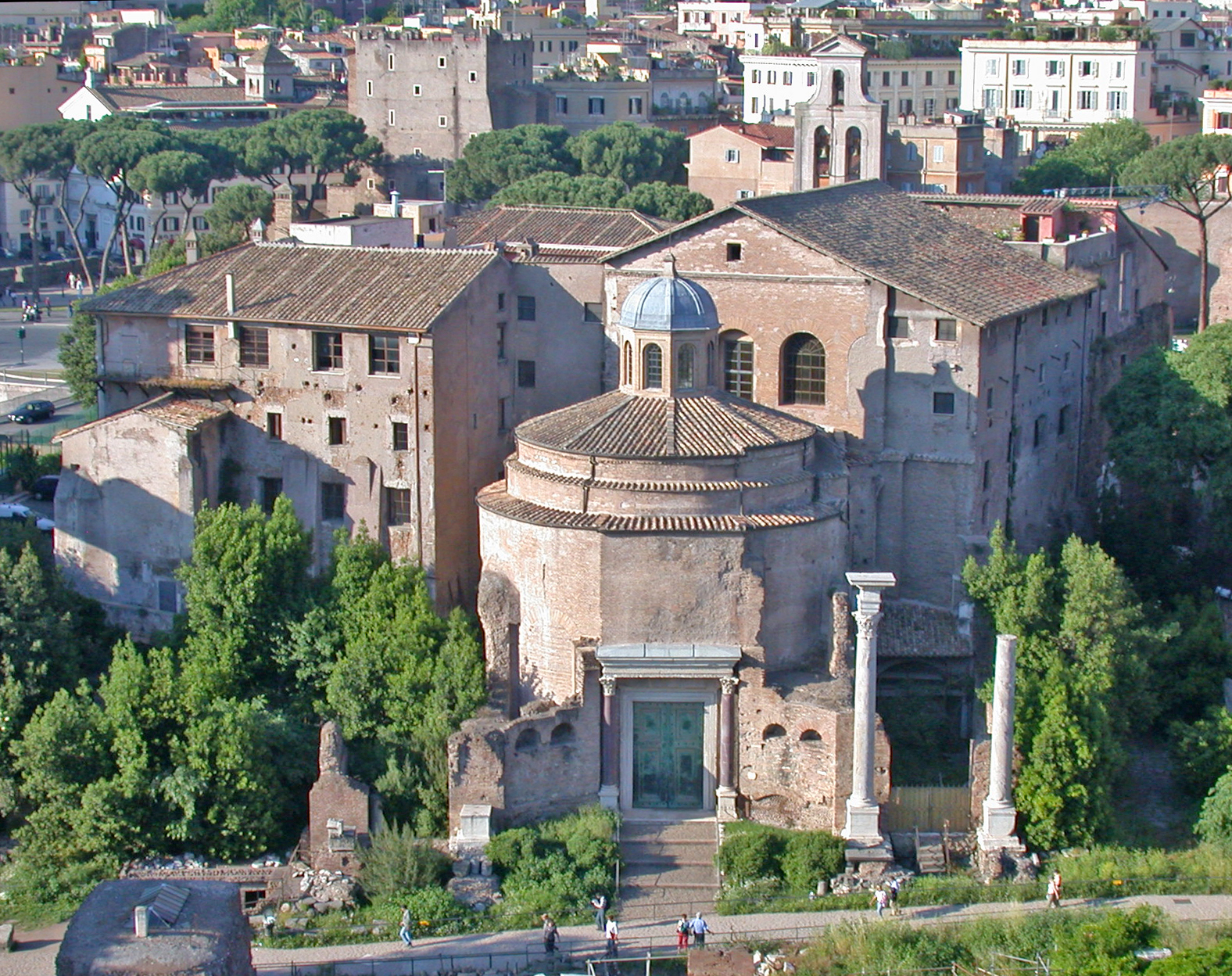
Romulův chrám z Palatinu
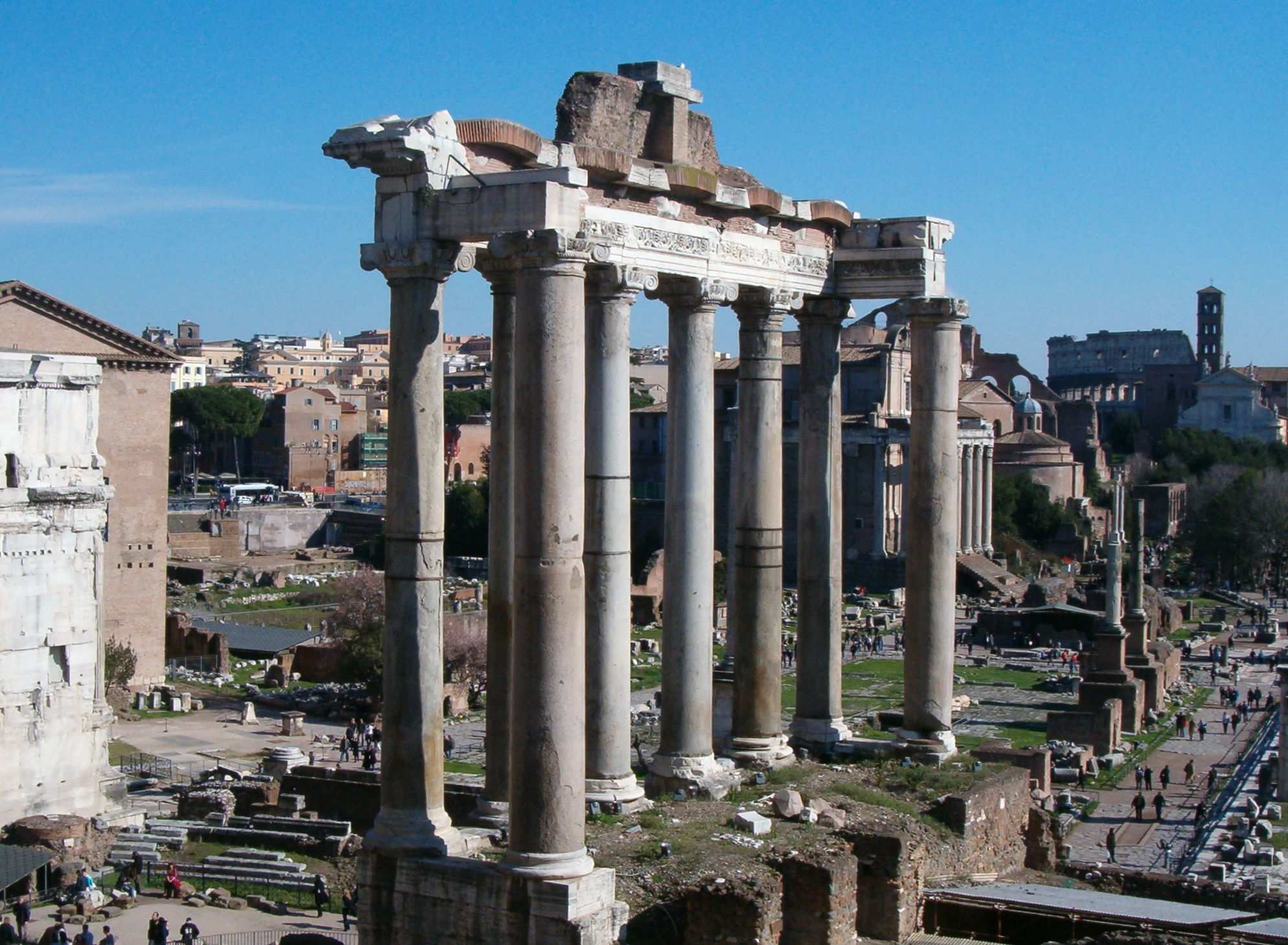
Chrám Saturnův
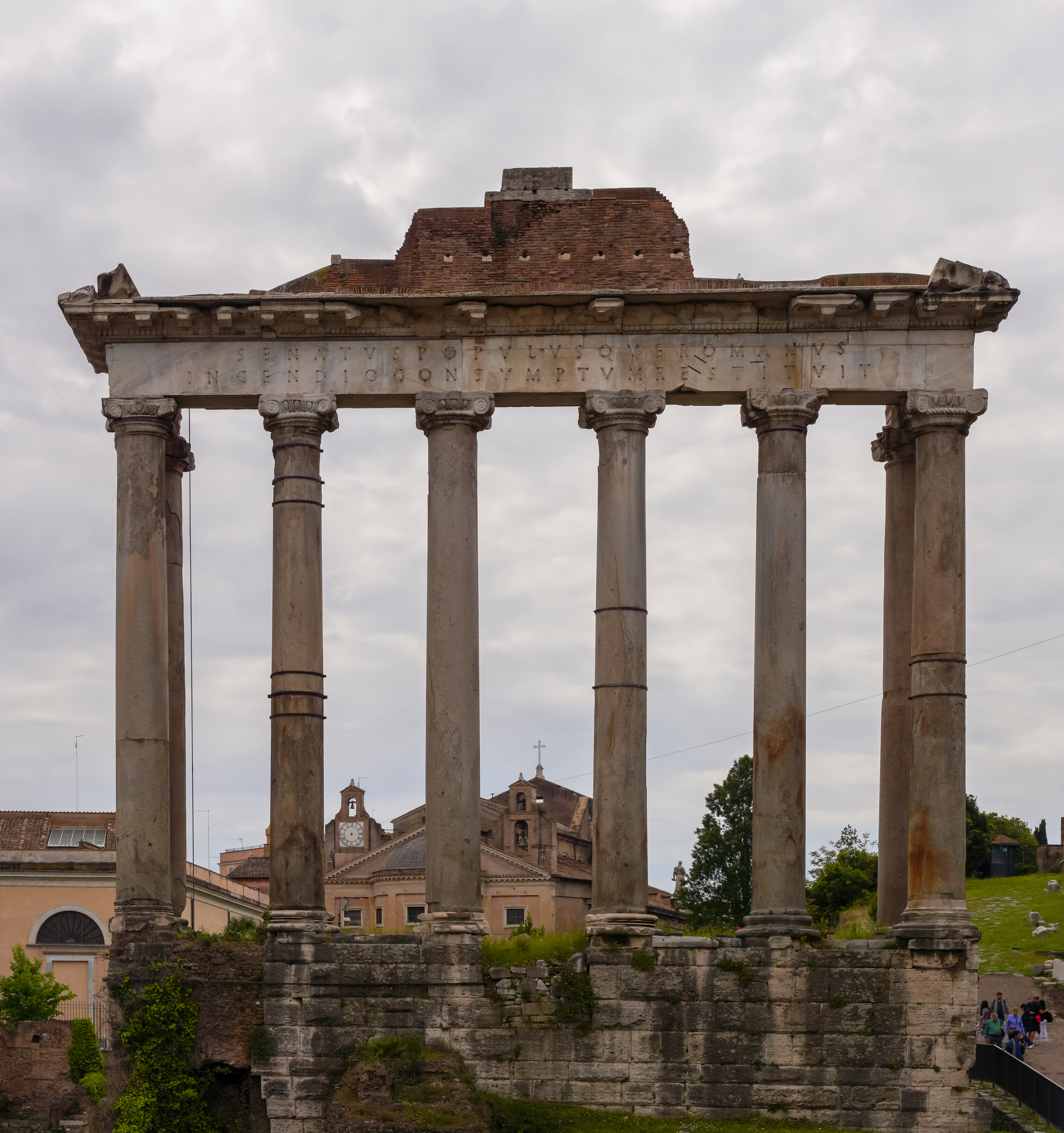
Chrám Saturnův
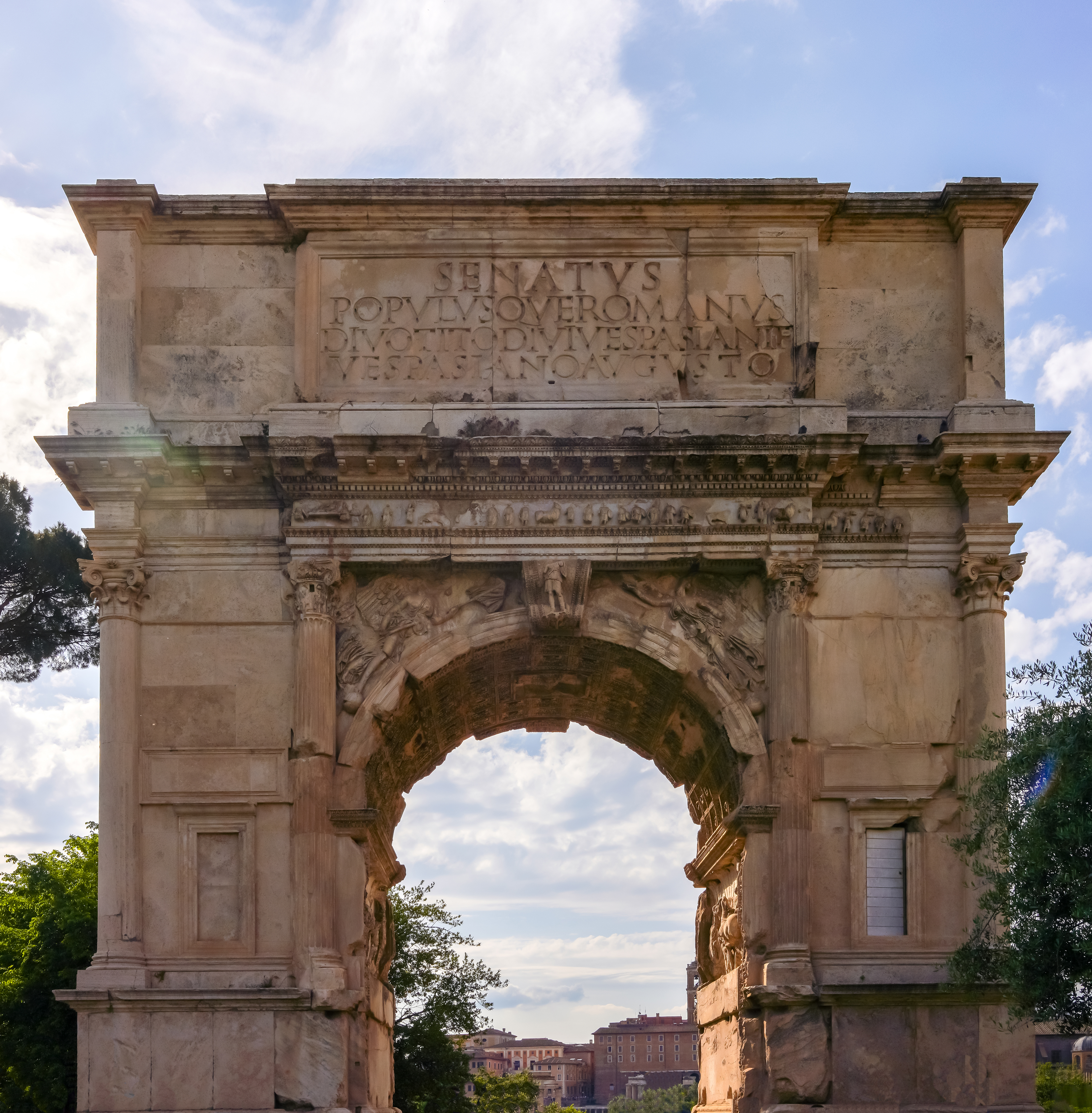
Titův oblouk